# Legousia speculum-veneris
El espejo de Venus (Legousia speculum-veneris) es una especie de la familia de las campanuláceas.

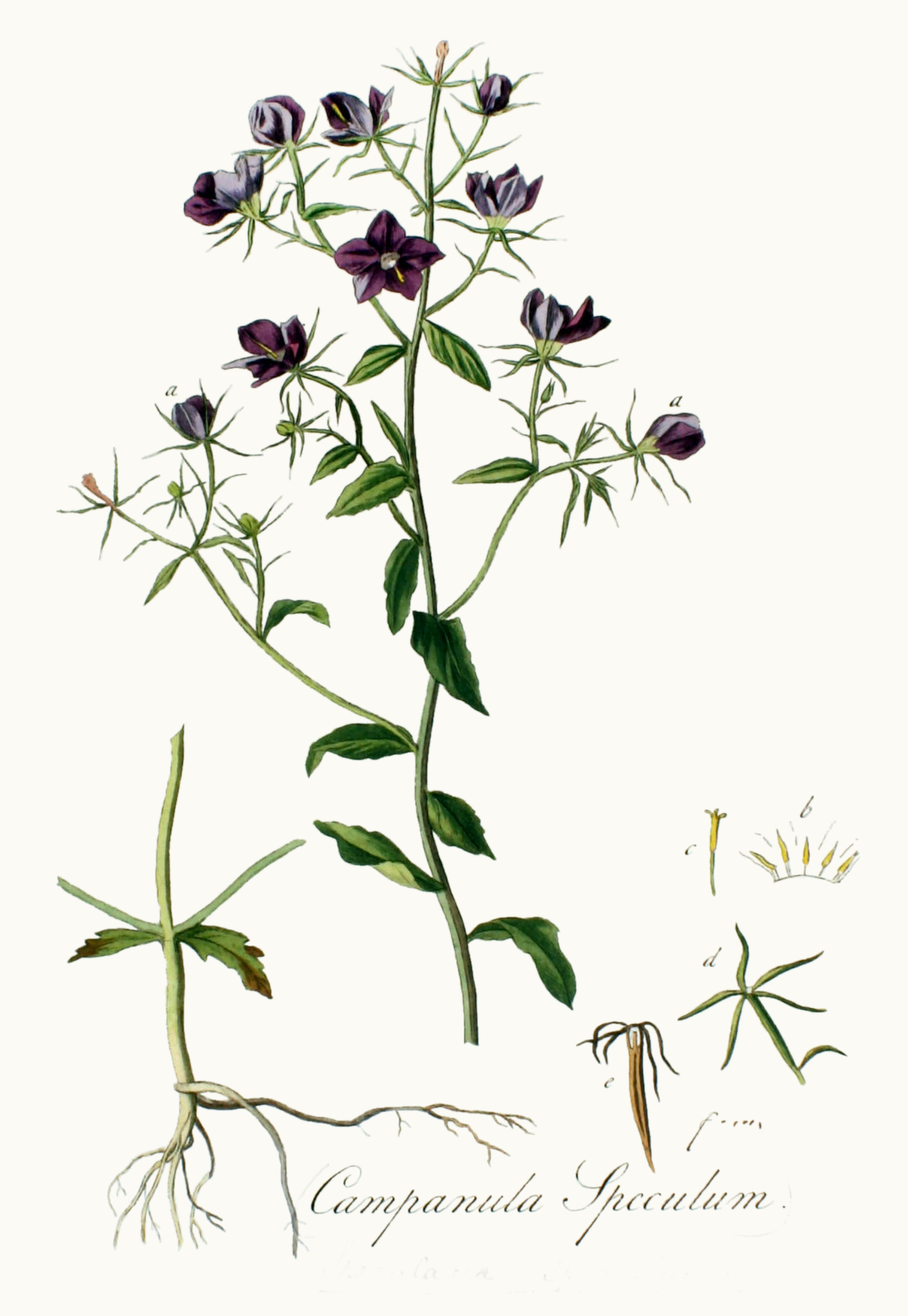
Ilustración

## Descripción
Como Legousia hybrida, pero con flores de color violeta, iguales o más largas que los lóbulos calicinos, que están extendidos o recurvados en fruto. Flores aproximadamente de 2 cm de diámetro, numerosas en una inflorescencia ramosa grande. Cápsula de hasta 1,5 cm. Florece en primavera y verano.

## Hábitat
Campos de maíz, terrenos baldíos.

## Distribución
Suroeste y sur del centro de Europa; por el norte hasta Holanda.

## Taxonomía
Legousia speculum-veneris fue descrita por (Linneo) Chaix y publicado en Histoire des Plantes de Dauphiné 2: 338. 1786.
Etimología
Legousia: nombre genérico otorgado en honor de Bénigne Le Gouz de Gerland (1695-1773), político e historiador, "Gand-Bailli du Dijonnois", académico honorario de la Academia de Dijón y fundador, en 1771, del Jardín Botánico de la ciudad.
speculum-veneris: epíteto latino que significa "espejo de Venus".
Sinonimia
- Campanula arvensis Pers.
- Campanula cordata Vis.
- Campanula hirta (Ten.) Schult.
- Campanula pulchella Salisb.
- Campanula speculum-veneris L.	basónimo
- Campanula trigona Ehrenb. ex Boiss.
- Githopsis latifolia Eastw.
- Legousia arvensis Durande
- Legousia durandei Delarbre
- Prismatocarpus cordatus (Vis.) Rchb.
- Prismatocarpus hirtus Ten.
- Prismatocarpus speculum-veneris (L.) L'Hér.
- Prismatocarpus speculum-veneris var. hirtus (Ten.) K.Koch
- Specularia arvensis Montandon
- Specularia cordata (Vis.) Heynh.
- Specularia hirta (Ten.) Gand.
- Specularia polypiflora Davidov
- Specularia speculum-veneris (L.) A.DC.
- Specularia vulgaris Kitt.[6][7]